# Ruhpolding
Ruhpolding este o comună din landul Bavaria, Germania.